# Châtel-Argent
Châtel-Argent est un château, aujourd'hui en ruines, situé sur une terrasse rocheuse, s'élevant à pic sur la Doire Baltée, en dessus du chef-lieu de Villeneuve, en Vallée d'Aoste.
Il est géré aujourd'hui par la Fondation Grand-Paradis.

## Géographie

### Situation
Le Châtel-Argent se situe sur un éperon rocheux surplombant le hameau Saint-Roch et la Doire baltée.

### Accès
On accède au Châtel-Argent soit à partir du hameau Saint-Roch, soit par un escalier gravé dans la roche au départ de la base du pont reliant la RN26 à l'envers.

## Toponyme
Le nom paraît dériver du fait qu'il était siège d'une Monnaie. Des enquêtes plus récentes ont démontré que le toponyme latin Castrum Argenteum était déjà utilisé vers l'an 1176.

## Description et histoire
Les ruines d'aujourd'hui remontent au XIIIe siècle, mais sur cet éperon rocheux se trouvaient déjà des fortifications en l'époque romaine, pour contrôler la vallée.
La superficie du château est de 6 300 mètres carrés et permettait d'accueillir environ 700 personnes.
En ce qui concerne l'édifice du  XIIIe siècle, un corps central surélevé et une citerne ont été retrouvés lors des fouilles à l'intérieur de l'enceinte. La partie qui la mieux conservée est représentée par le donjon cylindrique, mesurant environ 16 mètres de haut et 9,50 mètres de diamètre.
La date de construction n'est pas connue. Il semble toutefois avoir été reconstruit entre 1274-1275, selon l'archéologue suisse Louis Blondel, au cours du règne du comte Philippe Ier de Savoie qui a donné une charte de franchises en 1273 à la « villa Castri Argenti ». L'entrée du château dans le domaine de la maison de Savoie n'est également pas connu, cependant le premier compte de châtellenie au nom du comte remonte à 1266-1267.
Sur le côté oriental se trouve une petite église châtelaine, dédiée à Sainte-Colombe en style roman. Les experts supposent qu'elle ait été bâtie vers 1050-1070.
Son aspect est assez archaïque : la façade présente une décoration avec des arceaux dégradants ; l'abside penchant au-dehors de l'enceinte est décorée par des lésènes et des arcatures en cuit.
Châtel-Argent fut mentionné pour la première fois en 1176. Propriété de la maison de Savoie, la baronnie de Châtel-Argent fit partie des domaines de plusieurs seigneuries valdôtaines, entre autres, les Bard, les Challant et les Roncas,.
Le peintre anglais William Turner réalisa vers 1803, une aquarelle Le Château d’Argent, au-dessus de Villeneuve, Val d’Aoste, avec le mont Émilius, conservée à la Tate Britain à Londres. Elle est basée sur un dessin du carnet de croquis de Grenoble où Turner a voyagé en 1802. Comme l’a observé David Hill, le Château d’Argent est vu lorsque Turner s’est approché de Villeneuve depuis la route du Fort Roch. Les tours du château se découpent sur les pentes enneigées du mont Émilie.

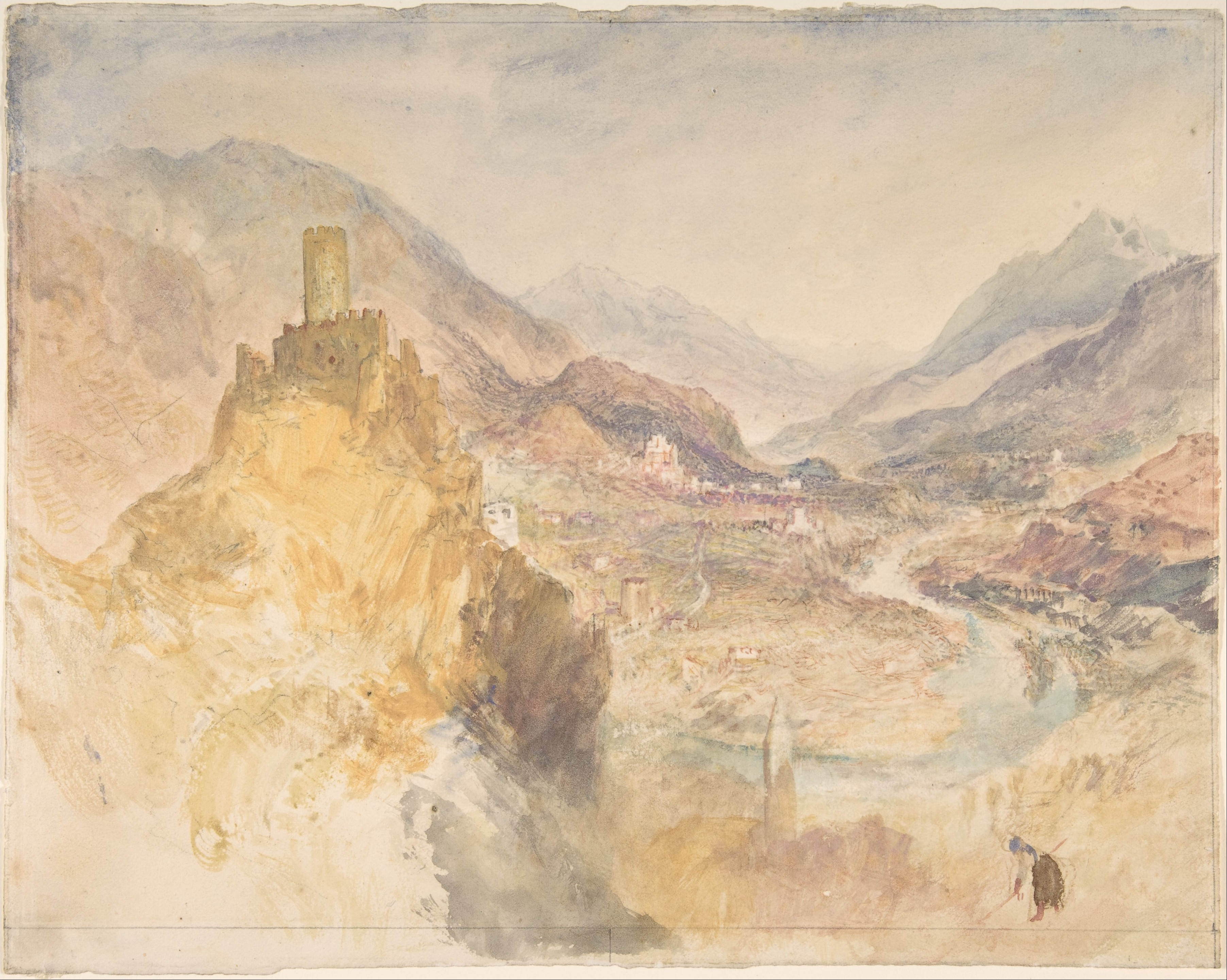
Châtel-Argent et le Val d'Aoste
vu du dessus de Villeneuve
William Turner, 1836
Metropolitan Museum, New York.

Il réalise en 1836 une deuxième aquarelle au-dessus de la route de Saint-Pierre avec l'église Saint-Roch sous le château à gauche. Au-delà, la rivière, le vieux pont et la ville de Villeneuve, adossés au Val de Rhêmes et au sommet de la Grande Rousse. Elle est conservée au Metropolitan Museum à New York.

## Châtellenie de Châtel-Argent
Le château de Châtel-Argent est le centre d'une châtellenie, dit aussi mandement. Elle comprend les paroisses de Villeneuve, Châtelargent, Saint-Nicolas, Valsavarenche, Introd, Saint-Georges et Notre-Dame dans le val de Rhêmes, Arvier, Sarre et Chezallet.

## Galerie de photos

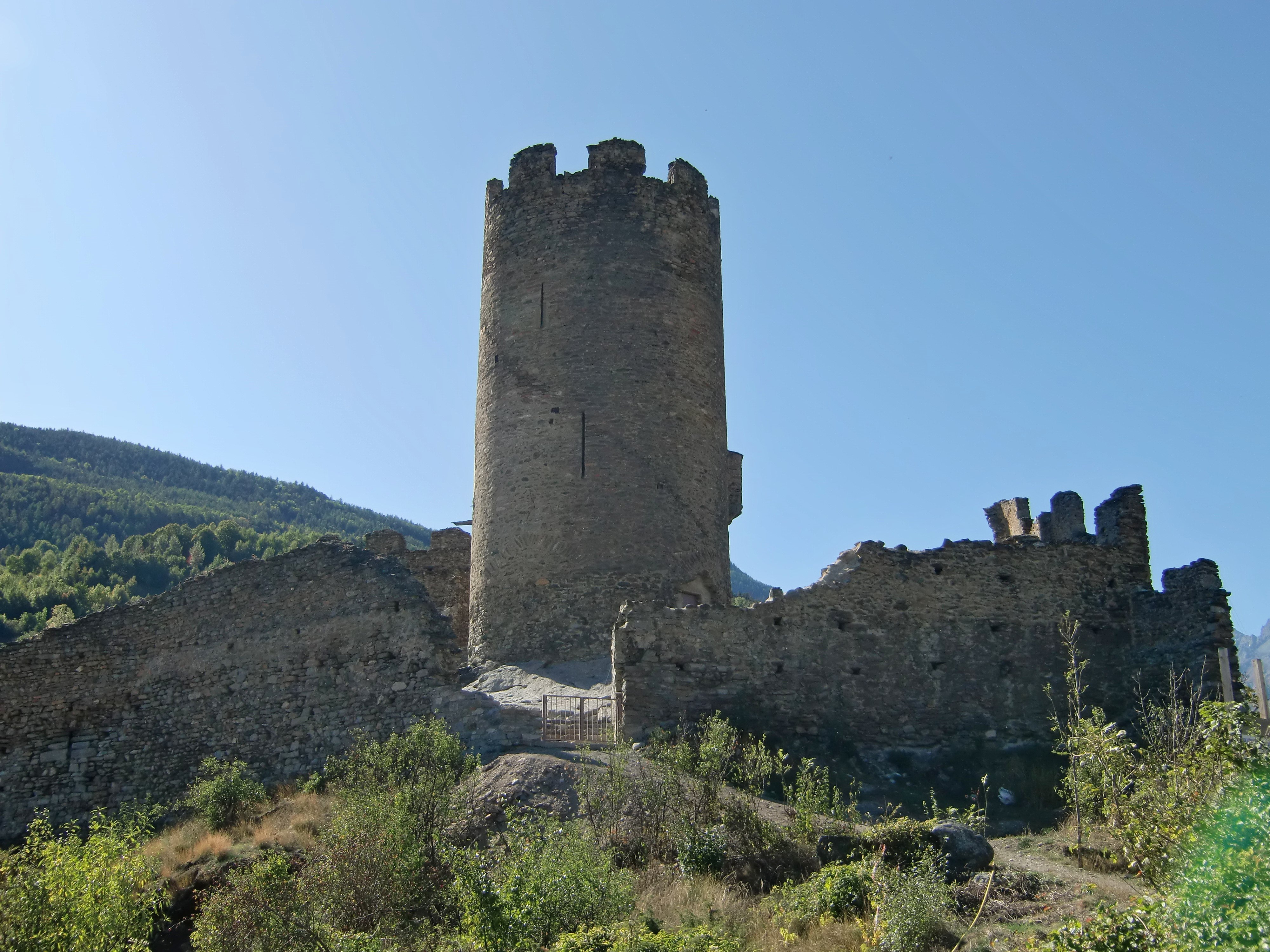
L'enceinte et le donjon.
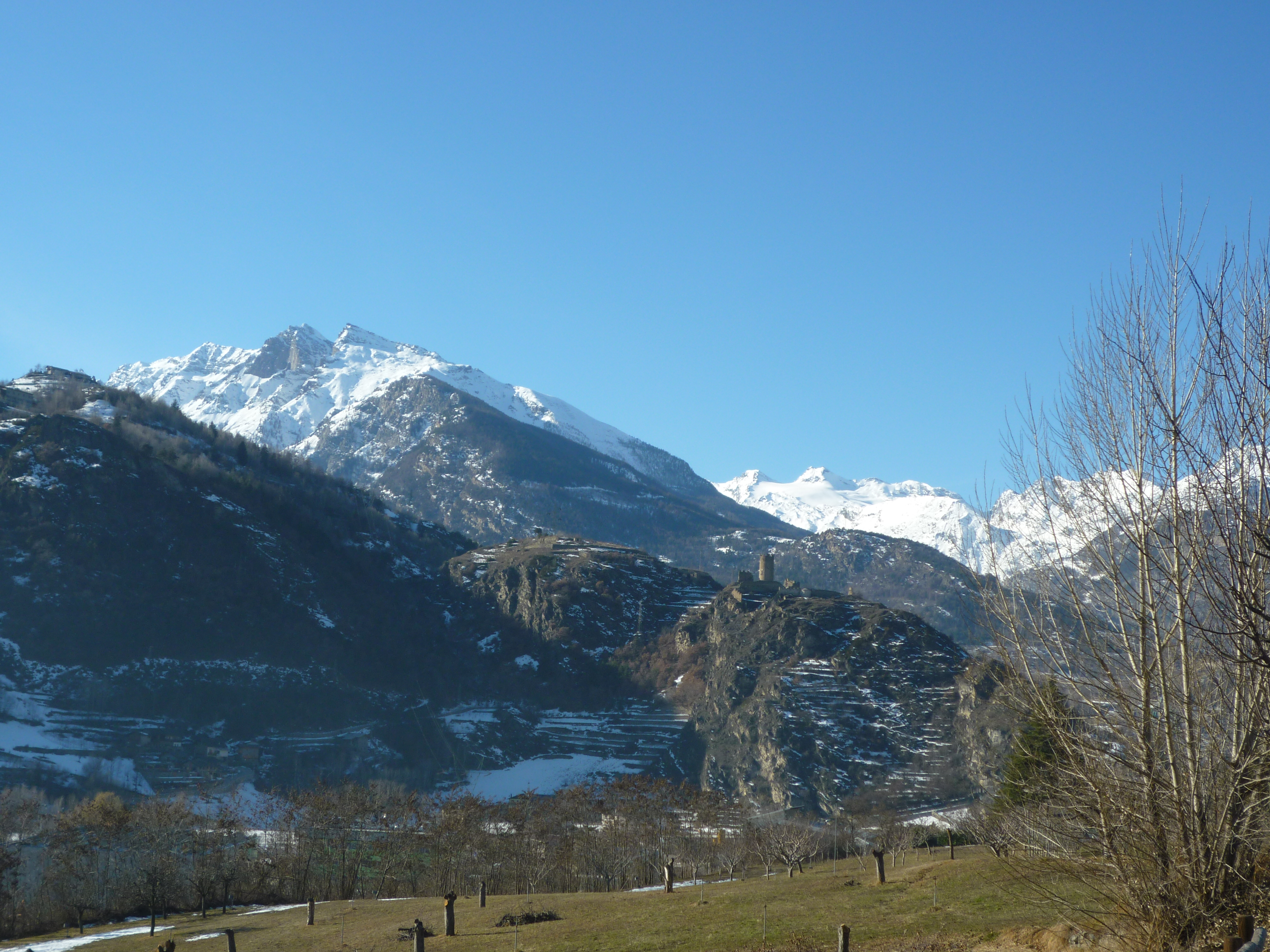
Vue du Châtel-Argent depuis le château Sarriod de la Tour.
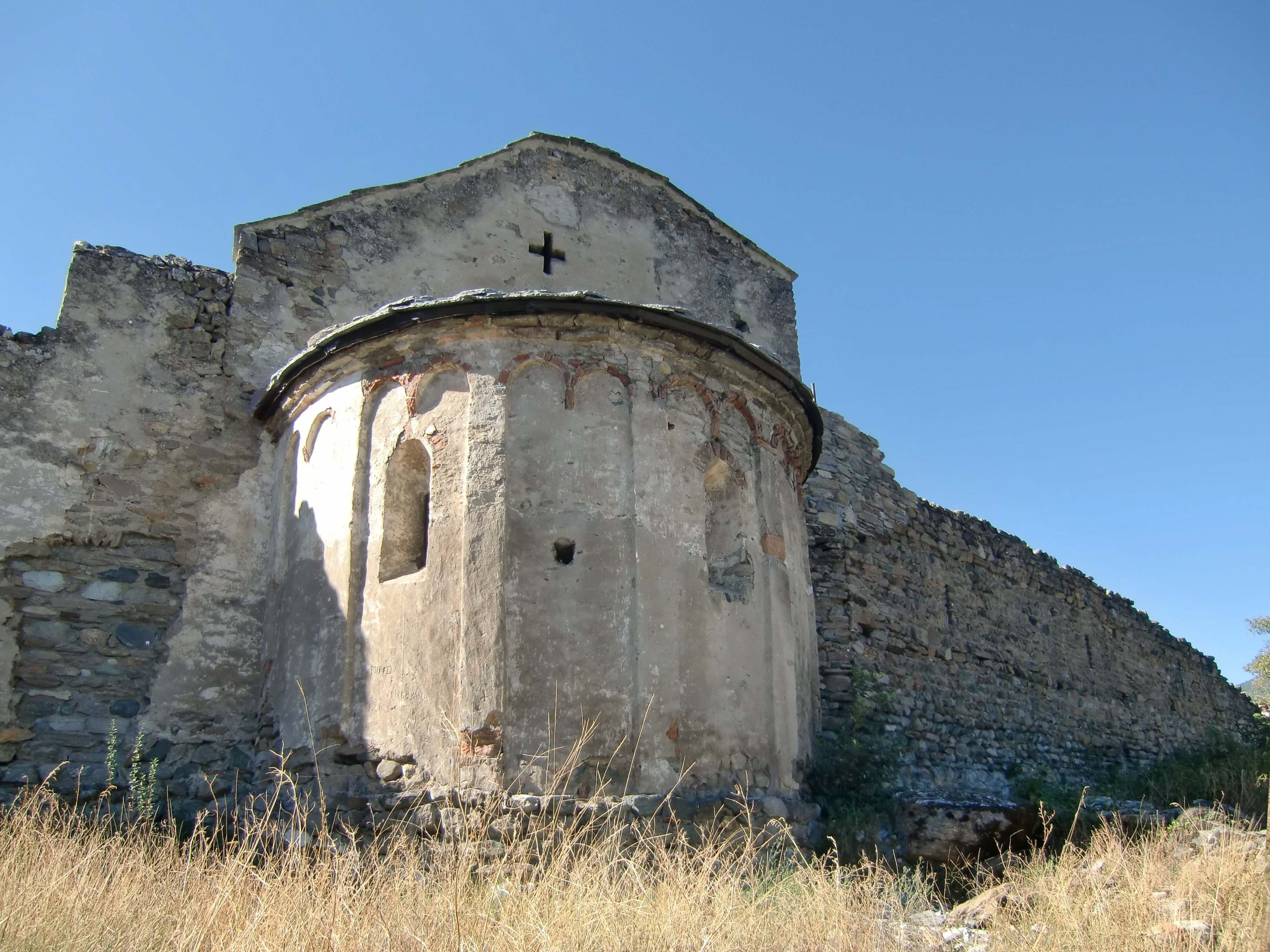
L'abside de l'église
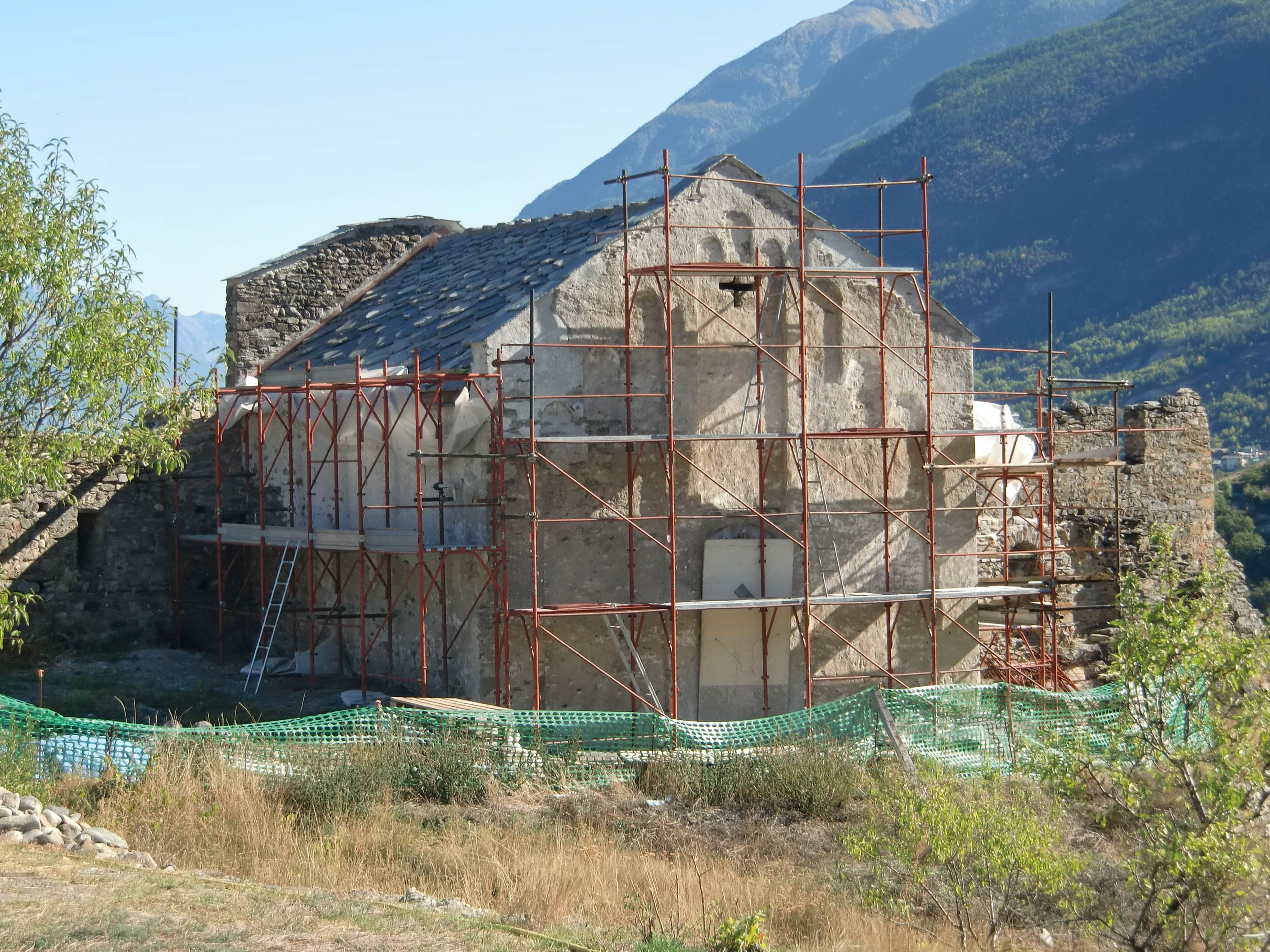
L'église, lors des travaux de restauration (2009)